# تشارلي كول (مجدف)
تشارلي كول (بالإنجليزية: Charlie Cole)‏ هو مجدف أمريكي، ولد في 21 يونيو 1986 في نيويورك في الولايات المتحدة.

## وصلات خارجية
- تشارلي كول على موقع الاتحاد الدولي للتجديف (الإنجليزية)
- تشارلي كول على موقع اللجنة الأولمبية الدولية (الإنجليزية)
- تشارلي كول على موقع أوليمبيديا (الإنجليزية)